# 王定保
王定保（870年—940年），字翊聖。南昌（今江西）人。出身太原王氏，王蕘之子，晚唐詩人吳融之婿，南海記室王涣的族子。

## 生平
咸通十一年（870年）出生。唐昭宗光化三年（900年）進士及第，天復三年（903年）避亂湖南，為容管（今广西南宁市南）巡官，後遭亂不能北返，先依馬殷，不得馬氏重用，改依靠清海節度使劉隱，擔任幕僚。
唐哀宗天佑二年（905年）劉隱死，其弟劉龑（劉巖）稱帝，國號漢，定保只得入仕南漢。劉龑称帝时，王定保极力反对，貞元二年（916年）劉龔故意讓他出使荆南，然后称帝，定保回國時對他說：“建國當有制度，吾入南門，清海軍額猶在，四方其不取笑乎。”劉龔知他在諷刺，並不介意。後任寧遠節度使。王定保善文辞，曾寫就《南宫七奇赋》，“一时称为绝伦”，“雅好著述，老而弥笃”，晚年開始寫作《唐摭言》。南汉大有十三年（940年），官至中書侍郎、同平章事，不逾年而卒。著有《唐摭言》十五卷、文集三十卷。

## 妻子
吳氏，越州山阴人，唐朝户部侍郎吳融的女儿。王定保在长安中进士时，吳融把女儿嫁给他，王定保去湖南，很久没有回来，吴氏打扮成尼姑到湖南寻夫。马殷安排两人在寺庙见面，吳氏说王定保辜负自己，王定保不为所动。马殷于是看不起王定保，王定保于是又去岭南，吳氏得知王定保不再北归，于是正式出家为尼。